# بيتسي بيرد
بيتسي بيرد (بالإنجليزية: Betsy Beard)‏ هي موجهة قوارب ‏ أمريكية، ولدت في 16 سبتمبر 1961 في بالتيمور في الولايات المتحدة.

## وصلات خارجية
- بيتسي بيرد على موقع الاتحاد الدولي للتجديف (الإنجليزية)
- بيتسي بيرد على موقع اللجنة الأولمبية الدولية (الإنجليزية)
- بيتسي بيرد على موقع أوليمبيديا (الإنجليزية)